# Martin B-10
Il Martin B-10, designazione aziendale Model 123, era un bombardiere medio ad ala media sviluppato dall'azienda aeronautica statunitense Glenn L. Martin Company nei primi anni trenta.
Quando nel giugno 1934 venne introdotto nella United States Army Air Corps (USAAF), costituì una decisiva svolta tecnologica nella realizzazione dei bombardieri, raggruppando una quantità di diverse soluzioni tecniche quali la costruzione interamente metallica abbinata ad un configurazione alare monoplana a sbalzo non controventata, l'adozione di flap, di un carrello d'atterraggio retrattile dotato di ruote frenate e di eliche a passo variabile, caratteristiche che nel 1932 faranno conferire alla Martin ed al suo progettista Peyton M. Magruder il Collier Trophy.
Fu anche il primo bombardiere prodotto in serie le cui prestazioni risultavano superiori a qualsiasi aereo da caccia in quel momento in servizio nell'USAAF.
Il B-10, che servì come base di sviluppo delle varianti B-12, B-13, B-14, A-15 e O-45, diventò un riferimento per tutti i bombardieri progettati a livello mondiale che riproposero la sua impostazione nei bimotori e plurimotori progettati localmente.

## Storia del progetto

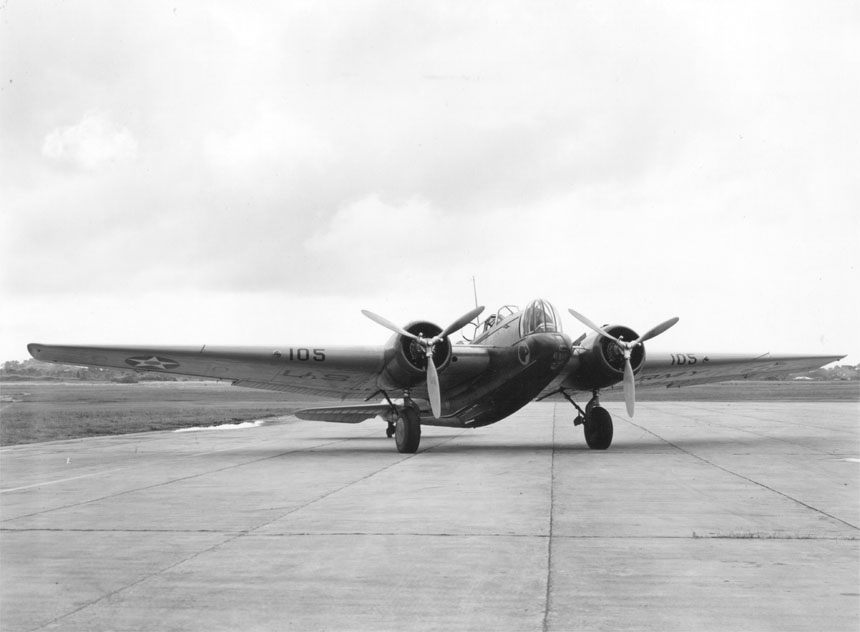
Martin B-10B

Nei primi anni trenta la Glenn L. Martin Company di Baltimora, nel Maryland, ritenne di avviare lo sviluppo di un nuovo velivolo da bombardamento di concezione moderna da proporre all'United States Army, l'esercito statunitense, per la propria componente aerea e destinato a sostituire il parco velivoli basato su modelli dall'impostazione convenzionale a velatura biplana. Il progetto, identificato dall'azienda come Model 123 ed affidato all'ingegnere Peyton M. Magruder, era relativo ad un velivolo gestibile da un equipaggio di quattro membri, pilota, copilota, e due mitraglieri, uno per l'installazione nel muso ed uno per quella dorsale che, come nei precedenti bombardieri, occupavano postazioni tra loro comunicanti.
Il modello era caratterizzato da una serie di innovazioni tecniche, le più significative delle quali erano l'adozione di una struttura interamente metallica abbinata ad un configurazione alare monoplana a sbalzo, ovvero che non necessitava di alcuna controventatura, di uno scompartimento per il carico delle bombe e di un carrello d'atterraggio retrattile dotato di ruote frenate. La motorizzazione adottata, 2 radiali Wright SR-1820-E Cyclone capaci di 600 hp (447 kW) ciascuno, rappresentava un significativo aumento di potenza rispetto ai predecessori. Venne portato in volo per la prima volta il 16 febbraio 1932 per poi essere valutato dallo US Army, che gli assegnò la designazione ufficiale XB-10, il successivo 20 marzo.
Il B-10 segnò una rivoluzione nella tecnica costruttiva dei bombardieri, rendendo immediatamente obsoleti i modelli prodotti fino ad allora. La sua costruzione interamente metallica, assieme alle sue avveniristiche - per il tempo - caratteristiche quali la cabina di pilotaggio chiusa, le mitragliatrici difensive montate in torrette rotanti, l'adozione di flap, il carrello d'atterraggio retrattile, il vano di carico per le bombe collocato internamente nella parte inferiore della fusoliera ed i motori totalmente racchiusi da una cappottatura abbinati ad eliche tripala a passo variabile divenne lo standard costruttivo utilizzato per le successive due decadi da tutte le aziende aeronautiche mondiali.
Grazie alle intuizioni dell'ingegner Magruder, autore del disegno del prototipo XB-10, nel 1932 la Glenn L. Martin Company ottenne il prestigioso Collier Trophy.
L'esemplare dell'XB-10 consegnato alla USAAF era leggermente diverso dal prototipo originale. Il Model 123 adottava sui motori degli anelli studiati dalla NACA, simili all'anello Townend mentre l'XB-10 era dotato di cappottature completamente avvolgenti che ne miglioravano ulteriormente la penetrazione aerodinamica. Inoltre venne adottata una torretta frontale rotante completamente vetrata, i più performanti motori Wright R-1820-19 da 675 hp (503 kW) ed un aumento di 8 piedi nell'apertura alare. Quando volò nelle prove dimostrative del giugno 1932, il velivolo raggiunse la velocità di 317 km/h (197 mph) alla quota di 6 000 piedi (1 830 m), prestazioni incredibilmente più elevate di qualsiasi pari ruolo del periodo.
Dopo il successo dell'XB-10 furono introdotte una serie di modifiche, tra cui la riduzione a soli 3 membri di equipaggio, l'aggiunta di cupolini a tutte le postazioni e l'impiego di una versione più recente della motorizzazione, l'R-1820-25 da 675 hp (503 kW).
Il 17 gennaio 1933 l'USAAF emise un ordine per la fornitura di 48 esemplari. I primi 14 vennero ridesignati YB-10 e consegnati alla Wright-Patterson Air Force Base (base aerea Wright-Patterson, ancora oggi attiva) a partire dal novembre 1933. L'YB-10, modello di produzione di serie, differiva in maniera minima dal prototipo XB-10 da cui derivava.

## Impiego operativo

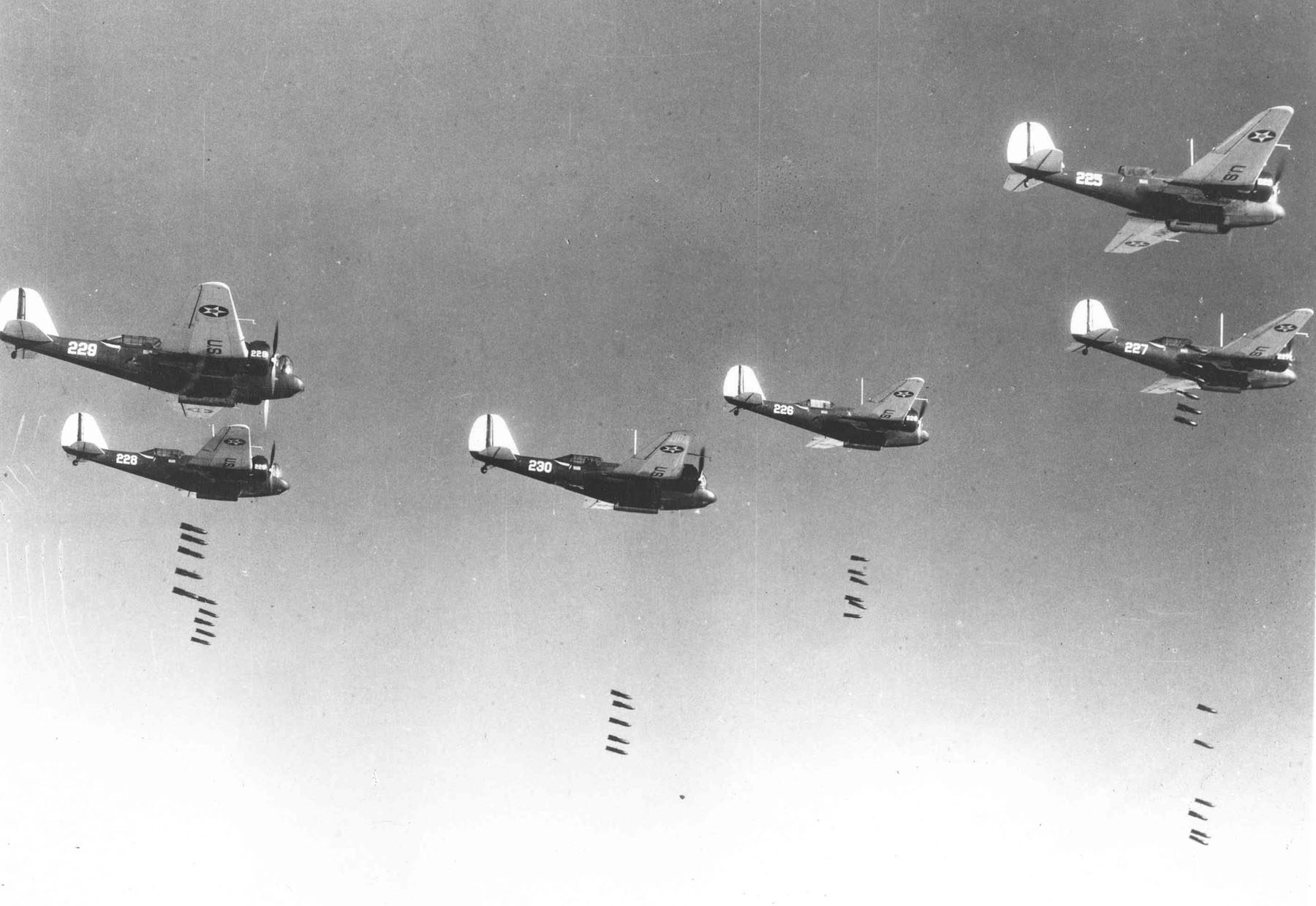
Una formazione di Martin B-10B sgancia il proprio carico di bombe durante un'esercitazione.

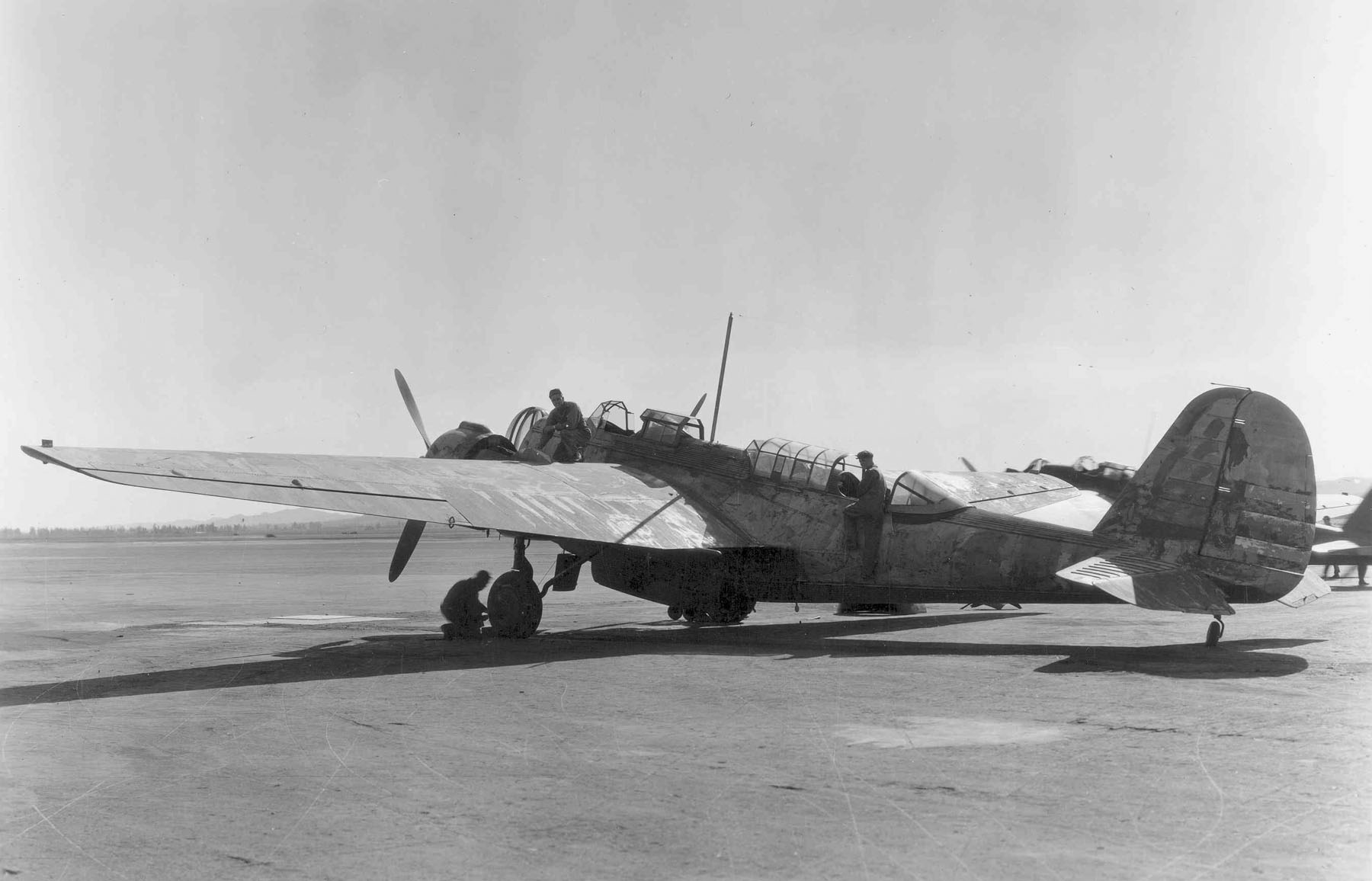
Un Martin B-12 al March Field, California, 19 novembre 1935.

Nel 1935 l'USAAF emise una nuova richiesta per la fornitura di 103 nuovi esemplari ai quali venne applicata la denominazione B-10B (una versione che vantava solo modifiche minori rispetto all'YB-10) e che cominciarono ad essere consegnate dal luglio 1935. I B-10B vennero impiegati con il 2nd Bomb Group di stanza al Langley Field, col 9th Bomb Group al Mitchel Field, col 19th Bomb Group al March Field, col 6th Composite Group nella zona del canale di Panama e dal 4th Composite Group nelle Filippine. Oltre al suo normale impiego come bombardiere, alcuni YB-10 e B-12 modificati con l'adozione di grandi galleggianti vennero utilizzati come pattugliatori costieri.
Il Martin Model 139 fu la versione da esportazione del B-10. L'azienda era certa che grazie a simili caratteristiche gli ordini per l'acquisto del proprio modello non si sarebbero fatti attendere.
Inizialmente l'USAAF pretese l'esclusività per il Model 139 e solo dopo che nel 1936 vennero evasi tutti gli ordini concesse la liberatoria alla Martin di iniziare le esportazioni ad altre forze aeree. Tra le altre commissioni, sei esemplari di Model 139W, dotati di motori Wright R-1820-G3, vennero venduti al Siam nell'aprile 1937, altri 20 Model 139W, dotati di motori R-1820-G2, vennero acquistati dalla Turchia nel settembre 1937.

### Declino
Al momento della sua creazione, il B-10B era talmente avanzato tecnologicamente che il generale Henry H. Arnold lo descrisse la meraviglia della potenza aerea del suo tempo. Era 1,5 volte più veloce di qualsiasi bombardiere biplano, e più veloce di qualsiasi caccia contemporaneo. Tuttavia, i rapidi progressi effettuati negli anni trenta nella progettazione dei nuovi bombardieri fece sì che il B-10 venisse eclissato dal Boeing B-17 Flying Fortress e dal Douglas B-18 Bolo prima che gli Stati Uniti entrassero nella seconda guerra mondiale. L'inadeguatezza del B-10 venne confermata dalla rapida sconfitta degli squadroni equipaggiati con i B-10B da parte dei caccia giapponesi Mitsubishi A6M Zero durante l'invasione delle Indie Orientali Olandesi e della Cina.
Un ammodernamento del velivolo, il Martin Model 146, venne proposto per rispondere alle specifiche richieste nel 1934-1935 dall'USAAF per un bombardiere a lungo raggio, ma la palese superiorità tecnica offerta dai B-17 e B-18 convinsero la Martin a interrompere ogni sviluppo. L'unico prototipo realizzato risultava talmente simile al B-10 da poter essere facilmente confuso con il precedente modello.

## Utilizzatori
Argentina

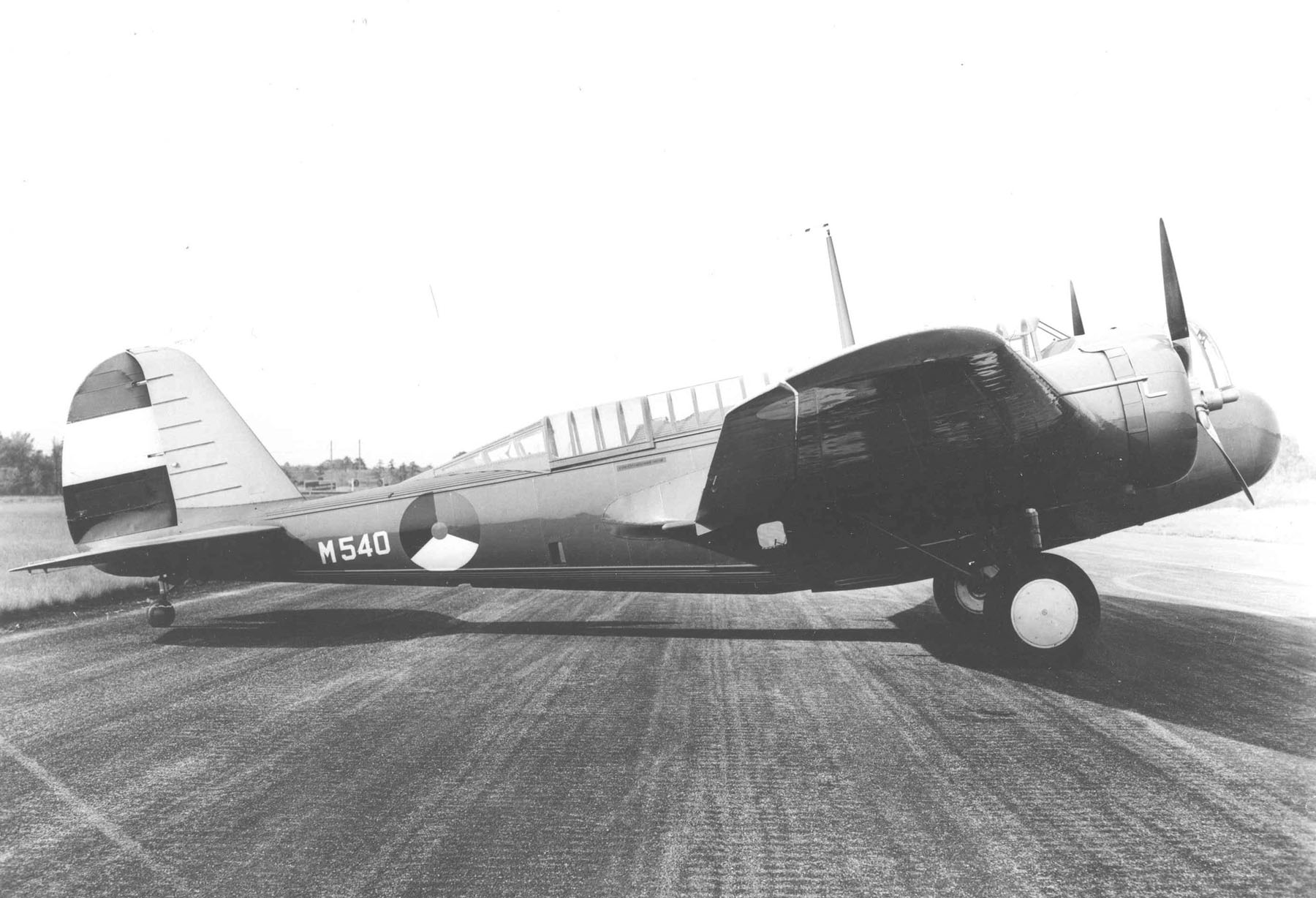
Vista laterale del Martin Model 166 in livrea Militaire Luchtvaart van het Koninklijk Nederlandsch-Indisch Leger, la forza aerea delle Indie Orientali Olandesi.

- Fuerza Aérea Argentina - ricevette 27 esemplari di 139W.
- Aviación Naval - ricevette 13 esemplari di 139W.[9]

 Repubblica di Cina
- Chung-Hua Min-Kuo K'ung-Chün

 Indie Orientali Olandesi
- Militaire Luchtvaart van het Koninklijk Nederlandsch-Indisch Leger (ML-KNIL)

 Indonesia
- Tentara Nasional Indonesia Angkatan Udara

 Filippine
- Philippine Army Air Corps

 Siam
- Kong Thab Akat Thai - ricevette 6 esemplari di 139W nell'aprile 1937 che impiegò durante la guerra franco-thailandese del 1940-41,[10] e durante la conquista giapponese della Birmania. Nel 1942 vennero forniti ulteriori 9 esemplari ex-olandesi da parte dei giapponesi, rimasti in servizio fino al 1949.[11]

 Turchia
- Türk Hava Kuvvetleri - ricevette 20 esemplari di 139W nel settembre 1937.

 Unione Sovietica
- Voenno-vozdušnye sily SSSR - 1 esemplare acquistato per valutazioni.

 Stati Uniti
- United States Army Air Corps

## Velivoli comparabili
Stati Uniti
- Boeing Y1B-9

### Periodici
- (EN)  Casius, Gerald. "Batavia's Big Sticks." Air Enthusiast Issue Twenty-two, August-November 1983. Bromley, Kent, UK: Pilot Press Ltd, 1983. Pages 1–20. ISSN 0413-5450 (WC · ACNP).
- (EN)  Young, Edward M. "France's Forgotten Air War". Air Enthusiast Issue Twenty Five, August-November 1984. Bromley, Kent:Pilot Press. 1984. Pages 22–33. ISSN 0413-5450 (WC · ACNP).